# Khirbat Sara
Khirbat Sara (Khirbat es-Sar, Khirbet es-Sar, Khirbet Sarah, Khirbet Sara) – stanowisko archeologiczne w Jordanii. Położone jest na zachodnim przedmieściu współczesnego Ammanu, na skraju płaskowyżu (972 m n.p.m.). W bazie MEGA Jordan, gromadzącej stanowiska z terenu Jordanii, oznaczone jest numerami 11304 (jako SARAH) i 3007 (jako Kh. Sar). Starożytna nazwa osady nie jest znana.

## Badania archeologiczne
Pierwsze wzmianki o stanowisku pojawiły się w publikacji Selaha Merrila z 1881 roku, wspominali je też późniejsi podróżnicy w końcu XIX i na początku XX wieku, pozostawiając krótkie relacje. W 2000 roku Khirbat Sara znalazło się w projekcie badań powierzchniowych Chang-ho C. Ji z Uniwersytetu La Sierra w Kalifornii. Nie przeprowadzono jednak badań wykopaliskowych ani kompleksowego rozpoznania. W 2018 prace na stanowisku rozpoczęła ekspedycja archeologiczna Centrum Archeologii Śródziemnomorskiej Uniwersytetu Warszawskiego pod kierunkiem prof. Jolanty Młynarczyk oraz dr. Mariusza Burdajewicza z Uniwersytetu Warszawskiego. Podczas pierwszego sezonu wykonano mapę wszystkich reliktów architektury widocznych w terenie, a także badania geofizyczne metodą elektrooporową. Pozwoliło to na stworzenie pierwszej w historii pełnej mapy Khirbat Sara. Zadokumentowano fragmenty ceramiki z różnych okresów, od epoki żelaza po średniowiecze, z czego większość, około 80%, to malowana ceramika z okresu mameluckiego. Ze względu na swoje położenie osada musiała w starożytności stanowić ważny punkt strategiczny i handlowy na drodze łączącej dolinę Jordanu z Rabbat Ammon (czyli grecko-rzymską Filadelfią, obecnym Ammanem). Ustalono funkcję obiektów widocznych na powierzchni – był to prawdopodobnie kompleks świątynny. Badania geofizyczne wykazały obecność pod ziemią licznych murów tworzących budowle. 